# Liga Premier de Armenia 2014-15
La Liga Premier de Armenia 2014-15 fue la vigésima tercera temporada de la máxima división del fútbol profesional de Armenia. El torneo es organizado por la Federación de Fútbol de Armenia. El campeonato comenzó el 8 de agosto. Pyunik conquistó su duodécimo título de liga
El campeón defensor es el Banants Ereván.

## Formato
Los ocho equipos participantes jugaron entre sí todos contra todos cuatro veces totalizando 28 partidos partidos cada uno, al término de la jornada 28 el primer clasificado se coronó campeón y obtuvo un cupo para la Segunda ronda de la Liga de Campeones 2015-16, el segundo y el tercer clasificado obtuvieron un cupo para la Primera ronda de la Liga Europa 2015-16.
Un tercer cupo para la Primera ronda de la Liga Europa 2015-16 fue asignado al campeón de la Copa de Armenia.

## Equipos
| Club      | Ciudad | Estadio                   | Capacidad | Temporada 2013-14 |
| --------- | ------ | ------------------------- | --------- | ----------------- |
| Alashkert | Ereván | Estadio Alashkert         | 6.850     | 8º                |
| Ararat    | Ereván | Estadio Hrazdan           | 54.208    | 4º                |
| Banants   | Ereván | Banants Stadium           | 4.860     | Campeón           |
| Gandzasar | Kapan  | Estadio Gandzasar         | 3.500     | 5º                |
| Mika      | Ereván | Estadio Mika              | 7.250     | 3º                |
| Pyunik    | Ereván | Vanadzor Football Academy | 1.428     | 6º                |
| Shirak    | Gyumri | Gyumri City Stadium       | 2.844     | 2º                |
| Ulisses   | Ereván | Estadio Republicano       | 14.403    | 7º                |

- Esta Temporada no hubo Ascenso ni Descenso.

## Tabla de posiciones
| Pos. | Equipo     | Pts. | PJ | G  | E  | P  | GF | GC | Dif. | Clasificación 2015–16                 |
| ---- | ---------- | ---- | -- | -- | -- | -- | -- | -- | ---- | ------------------------------------- |
| 1    | Pyunik (C) | 61   | 28 | 19 | 4  | 5  | 58 | 26 | +32  | Primera ronda de la Liga de Campeones |
| 2    | Ulisses    | 50   | 28 | 15 | 5  | 8  | 43 | 32 | +11  | Primera ronda de Liga Europa          |
| 3    | Shirak     | 49   | 28 | 14 | 7  | 7  | 51 | 32 | +19  | Primera ronda de Liga Europa          |
| 4    | Alashkert  | 38   | 28 | 10 | 8  | 10 | 32 | 35 | −3   | Primera ronda de Liga Europa          |
| 5    | Mika       | 37   | 28 | 9  | 10 | 9  | 33 | 34 | −1   |                                       |
| 6    | Banants    | 32   | 28 | 8  | 8  | 12 | 42 | 46 | −4   |                                       |
| 7    | Gandzasar  | 29   | 28 | 7  | 8  | 13 | 31 | 44 | −13  |                                       |
| 8    | Ararat     | 13   | 28 | 3  | 4  | 21 | 28 | 69 | −41  |                                       |

Actualizado a los partidos jugados el 30 de mayo de 2015.
 Fuente: Soccerway

## Resultados cruzados
Los clubes jugarán entre sí en cuatro ocasiones para un total de 36 partidos cada uno.
| Local \ Visitante | ALA | ARA | BAN | GAN | MIK | PYU | SHI | ULI |
| ----------------- | --- | --- | --- | --- | --- | --- | --- | --- |
| Alashkert         | —   | 3–2 | 0–0 | 1–0 | 2–0 | 0–2 | 2–0 | 0–2 |
| Ararat            | 2–1 | —   | 4–6 | 1–5 | 2–0 | 0–3 | 0–2 | 2–3 |
| Banants           | 1–0 | 3–0 | —   | 3–3 | 0–2 | 2–3 | 1–1 | 0–2 |
| Gandzasar         | 1–0 | 1–0 | 3–1 | —   | 2–1 | 3–4 | 0–3 | 0–0 |
| Mika              | 0–0 | 3–1 | 1–1 | 1–1 | —   | 1–1 | 3–1 | 3–0 |
| Pyunik            | 3–3 | 4–0 | 1–0 | 2–0 | 5–0 | —   | 1–0 | 0–2 |
| Shirak            | 1–1 | 3–2 | 2–0 | 1–0 | 1–0 | 0–0 | —   | 1–2 |
| Ulisses           | 5–1 | 2–0 | 1–0 | 7–1 | 3–1 | 2–1 | 1–2 | —   |

| Local \ Visitante | ALA | ARA | BAN | GAN | MIK | PYU | SHI | ULI |
| ----------------- | --- | --- | --- | --- | --- | --- | --- | --- |
| Alashkert         | —   | 1–1 | 3–1 | 1–0 | 1–2 | 0–1 | 1–1 | 1–0 |
| Ararat            | 0–1 | —   | 2–2 | 0–2 | 0–1 | 2–2 | 2–4 | 1–3 |
| Banants           | 2–0 | 3–1 | —   | 3–0 | 0–0 | 1–2 | 3–6 | 3–0 |
| Gandzasar         | 2–3 | 0–3 | 2–0 | —   | 0–0 | 0–1 | 3–3 | 0–0 |
| Mika              | 1–1 | 3–0 | 2–2 | 1–1 | —   | 1–0 | 2–2 | 1–2 |
| Pyunik            | 3–1 | 4–0 | 1–2 | 3–1 | 3–2 | —   | 2–1 | 3–0 |
| Shirak            | 0–2 | 4–0 | 2–2 | 2–0 | 2–0 | 0–2 | —   | 2–0 |
| Ulisses           | 2–2 | 0–0 | 2–1 | 0–0 | 0–1 | 2–1 | 0–4 | —   |

## Máximos goleadores
| Pos. | Jugador               | Club      | Goles |
| ---- | --------------------- | --------- | ----- |
| 1    | Jean-Jacques Bougouhi | Shirak    | 21    |
| 1    | Cesar Romero          | Pyunik    | 21    |
| 3    | Aleksandar Rakić      | Ararat    | 10    |
| 3    | Zaven Badoyan         | Pyunik    | 10    |
| 3    | Kamo Hovhannisyan     | Pyunik    | 10    |
| 6    | Artak Aleksanyan      | Ulisses   | 9     |
| 6    | Hovhannes Goharyan    | Ulisses   | 9     |
| 6    | Gevorg Karapetyan     | Mika      | 9     |
| 6    | Mihran Manasyan       | Alashkert | 9     |
| 10   | Gevorg Nranyan        | Banants   | 7     |